# Музей Тэнгли
Музей Тэнгли (нем. Museum Tinguely) — открытый 3 октября 1996 года в швейцарском городе Базеле музей искусств, посвящённый жизни и творчеству местного скульптора и художника Жана Тенгели. Адрес музея: Museum Tinguely, Paul Sacher-Anlage 2, 4002 Basel.

## Общие сведения
Здание музея, созданного по проекту швейцарского (Тессинского) архитектора Марио Ботты состоит как бы из двух частей. В центральном зале находится около 20 работ скульптора. Отдельно расположенная его южная часть — вытянутая и возвышающаяся над главным зданием, кажется от него оторванной и имеет вид променада вдоль берега Рейна. С северной стороны, между улицей и музеем расположено крытое помещение, обеспечивающее проход в парк и к музею. Собственно музей представляют собой пять связанных между собой частей, три из которых окнами выходят в сторону парка. Внутренние помещения разделены стенами, которые при необходимости могут подниматься вверх или убираться. Выставочные площади представляют собой четыре различным образом оформленные помещения, расположенные на четырёх этажах. На второй этаж здания можно попасть с променады от рейнского берега, выходящей с одной стороны к выставочным залам, а с другой к первому этажу музея. Внизу, ниже уровня первого этажа на глубине до трёх метров находится также помещение, где выставлены те работы Ж. Тенгели, для рассмотрения которых нет необходимости в наличии дневного света. Окончание обзорной экспозиции также на первом этаже: здесь установлены так называемые «монументальные скульптуры» мастера. Это самая большая часть здания, площадью в 30 на 60 метров, и она разделена на пять частей. Директор музея с 2009 года — Роланд Ветцель.

Музей Тэнгли с юга

## Коллекция
В основе собрания работ Жана Тенгели лежат его работы, принадлежавшие вдове скульптора, художнице Ники де Сен-Фалль, и переданные ею музейному фонду (55 скульптур), собрание Роше и многочисленные дарения других владельцев, а также купленные музеем его произведения. Здесь представлены все периоды творчества Тенгели как скульптора, а также большое количество его рисунков, фотографии, письма, плакаты и каталоги выставок — как проведённых в стенах музея Тенгели, так и в других музеях. Здесь также представлены произведения других современных художников и скульпторов — таких, как Ники де Сен-Фалль, Ив Кляйн, Бернхард Лудинбюль.

## Дополнения
- веб-сайт музея Тэнгли

## Галерея

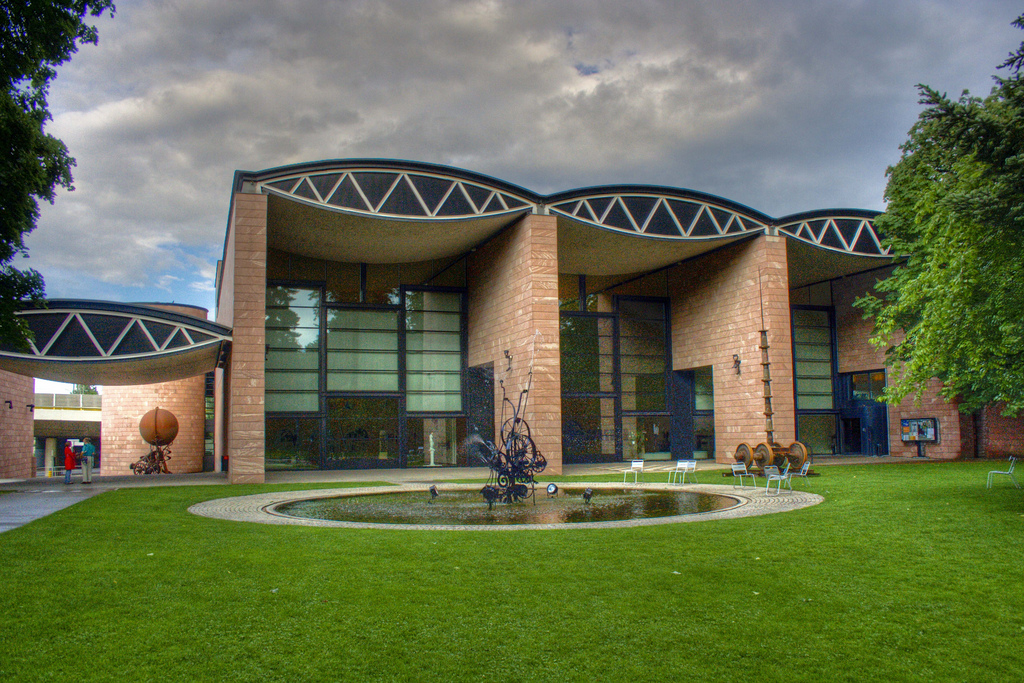
Фасад музея
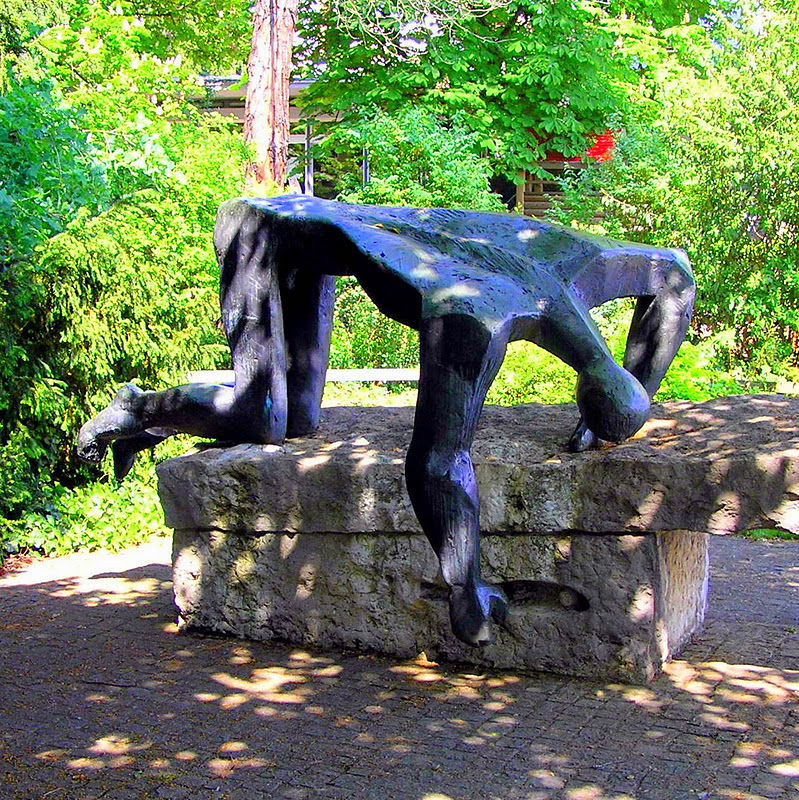
«Панорама»
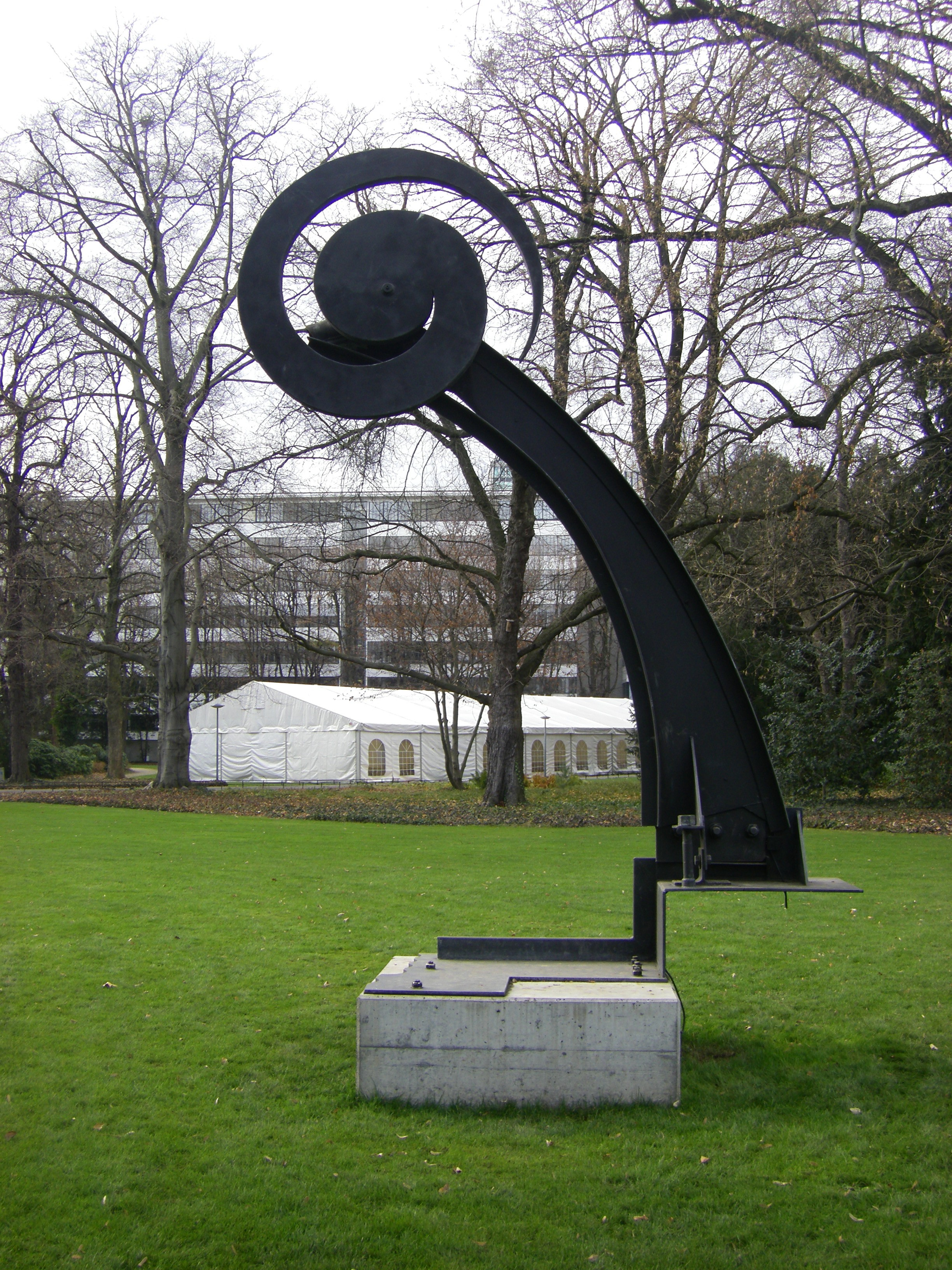
«Большая спираль»
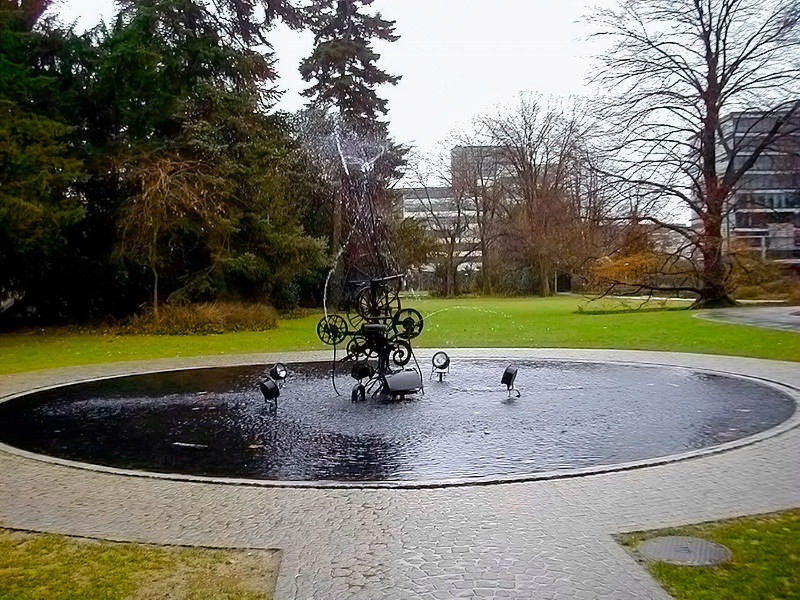
«Источник Тэнгли» перед входом в музей